# 广州市经济
广州为中国最发达的城市之一，其城市综合竞争力居第3位，GDP总量仅次于上海、北京、深圳居第4位，人口总量居第6位，人均GDP居第8位。2019年，广州市GDP总量达到23628.60亿元 居广东省第2位，人均15.75万元。到2010年为止，世界500强大企业累计已有174家进入广州共投资411个项目，投资总额178亿美元。广州市现任市长为郭永航

## 经济发展史

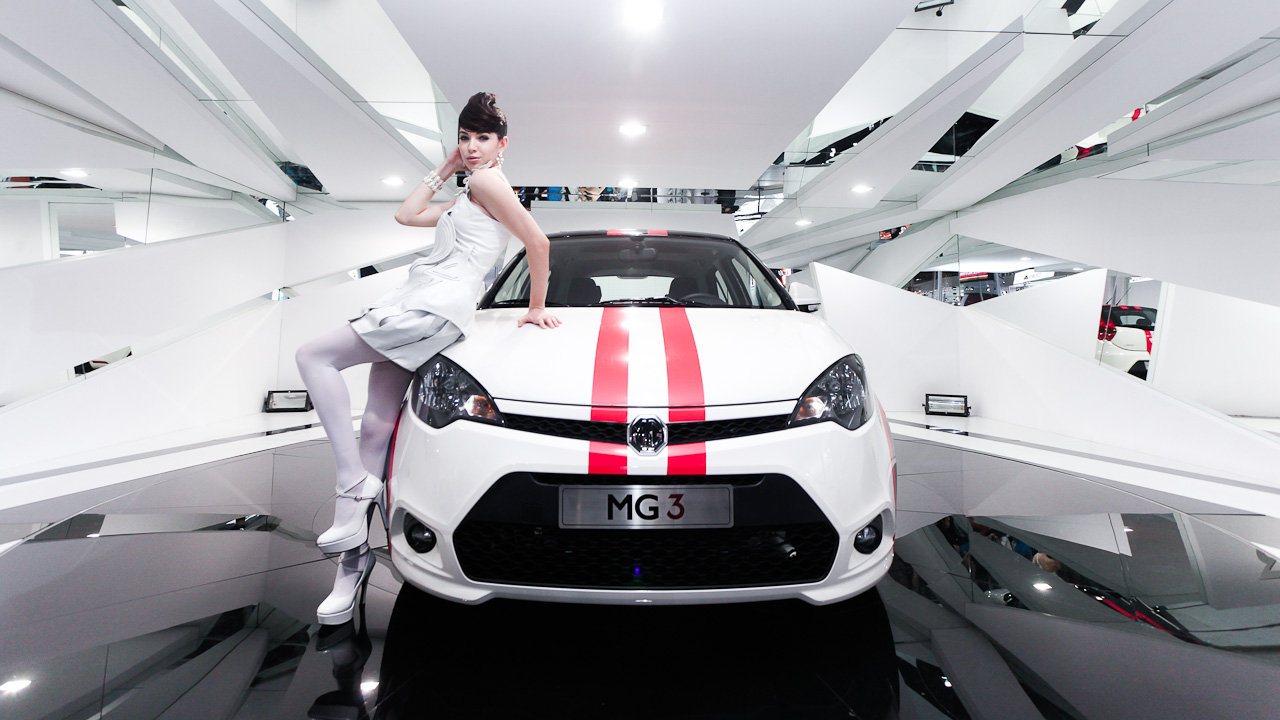
2010廣州車展

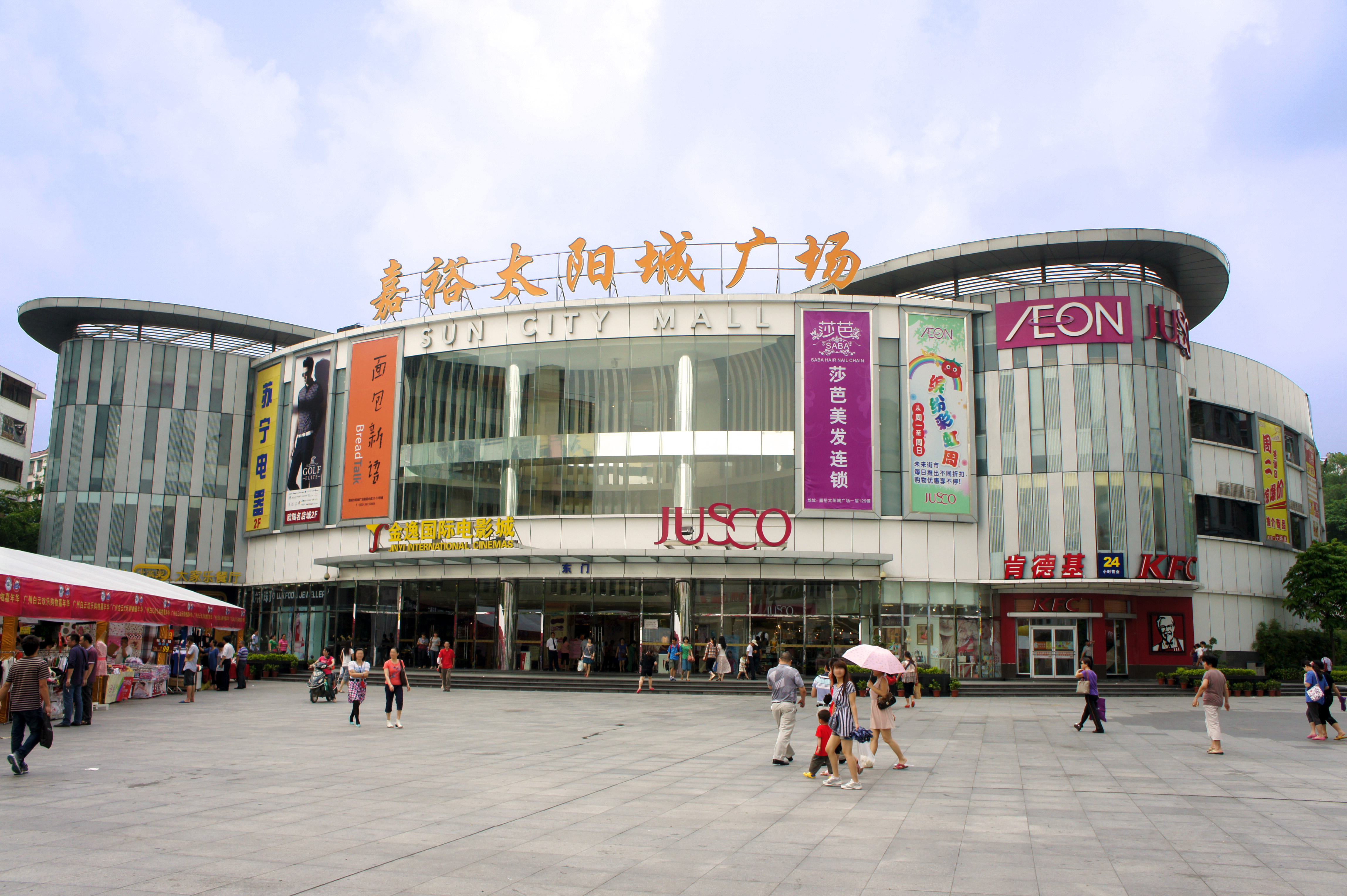
太陽城百貨

早在秦代，广州已是中国南方的门户。汉代起逐步成为中国对外贸易中心。隋唐宋时期，广州客商云集，经济繁荣，遂成为中国外贸第一港。到元代，由于泉州的兴起，外贸数量退居泉州之后，但仍为中国重要外贸港口、繁荣港口城市。明朝时广州迅速恢复为中国第一外贸港口城市。到清代的1844年“五口通商”之前，广州是中国唯一对外贸易口岸，经济地位突出。鸦片战争后屡遭战患，经济发展缓慢，随着上海、天津等港口城市的兴起和发展，对外贸易逐渐下滑。中华人民共和国成立后，于1957年起举办春、秋两届的交易会，文化大革命期间，广州陷入动乱，使经济蒙受极大损失。自中国共产党十一届三中全会确立改革开放方针以后，经济高速增长。现时汽车、石化和电子信息产品制造为广州三大支柱产业，重工业、会展业也逐渐起步。

## GDP总量
| 广州市各区2012年GDP总量指标（单位：亿元） |           |          |           |
| 区（市）                                  | GDP总量   | GDP总量  | 增长率(%) |
| 区（市）                                  | 本币      | 折合美元 | 增长率(%) |
| 全市                                      | 13,551.21 | 2,146.73 | 10.5      |
| 天河区                                    | 2,403.53  | 380.76   | 11.2      |
| 越秀区                                    | 2,122.62  | 336.26   | 9.0       |
| 萝岗区                                    | 1,683.37  | 266.67   | 12        |
| 白云区                                    | 1,186.36  | 187.94   | 10.8      |
| 番禺区                                    | 1,164.30  | 184.44   | 11.7      |
| 海珠区                                    | 1,000.65  | 158.52   | 12.0      |
| 南沙区                                    | 808.69    | 128.11   | 12.5      |
| 花都区                                    | 800.60    | 126.83   | 6.3       |
| 增城市                                    | 749.31    | 118.70   | 11.5      |
| 荔湾区                                    | 746.29    | 118.22   | 9.3       |
| 黄埔区                                    | 639.47    | 101.30   | 7.6       |
| 从化市                                    | 246.01    | 38.97    | 13.0      |

## 产业

### 农业
广州市內雨水充潤、土地肥沃，市区曾经有非常广大的农业用地。两千年前就已经有水稻种植的记载。宋代的广州是中国最大的米市之一，蔬菜、水果、糖蔗、花卉也享有盛名。由于曾长久作为全国性港口，广州引进了多种优良作物品种。二十世纪上半叶，交通发展造成外地农产品入侵以及战争的影响下，广州农业增长缓滞。二十世纪五十年代初中期农业产量大幅增长，但后期的“大跃进”以及其后的文革严重打击了农业生产。改革开放后，随着广州发展为大城市，逐渐形成了为城市服务的城郊农业格局，政府的方针为服务城市，富农利民，鼓励出口创汇。具体措施为降低产粮比例，增加蔬果蛋奶等农副产品比例，致力发展林牧渔业。广州农业产值大幅增长，但随着第二第三产业飞速增长，农业所占的经济比重仍逐渐降。1978 年广州市农业生产总值占地区生总值的11.67％，1990 年下降至8.05％，2010年，广州市农业总产值322.13亿元，占地区生产总值的2.62%。
城市發展和工业化进程也使得农村劳动力大量流失，農耕用地迅速萎縮。清代光绪五年（1879年）广州府登记在册的田地山塘总面积为1062.32万亩。1990年的耕地面积为247万亩，2006年减至158.3万亩。目前，廣州種植農産品的地方主要在白云、花都、番禺、南沙、从化和增城。1990年农业人口有252.87万人，2008年为79.22万人。
广州較為著名的農業特產有泮塘五秀（蓮藕、馬蹄、菱角、茭筍、茨菇），以及以荔枝、香蕉、木瓜、菠蘿為首的四大嶺南佳果等各類熱帶水果。

### 工业
古代廣州的手工業非常發達，船舶业、冶铸和五金业、纺织业、食品加工、中成药业、陶瓷业、美工等都享誉全国。

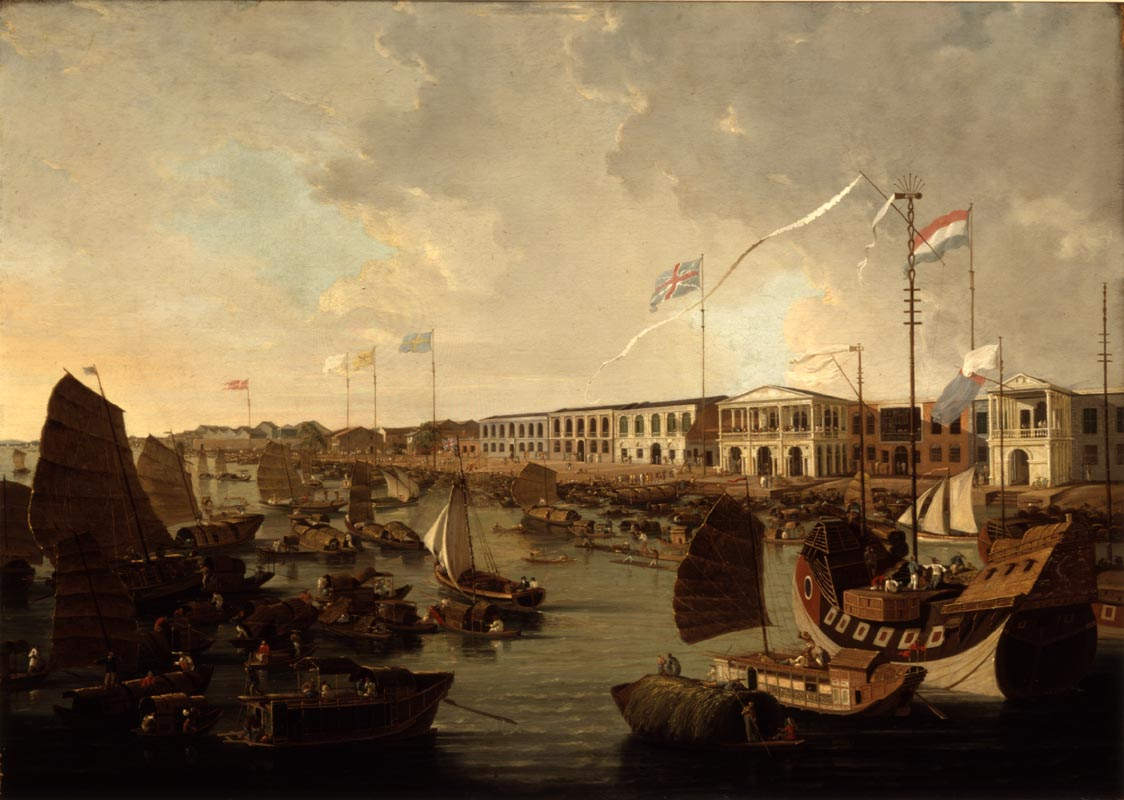
乾隆年間广州十三洋行

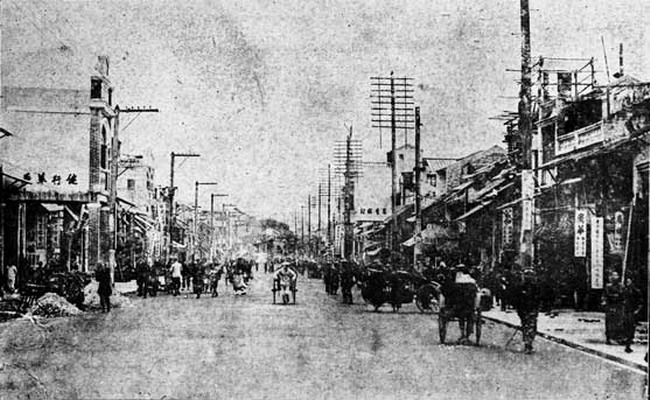
旧时广州永汉路，今北京路

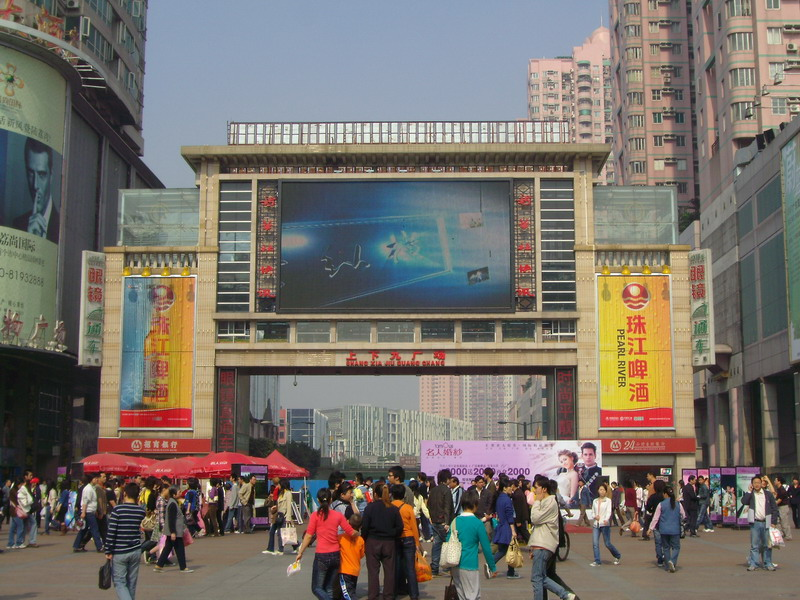
2015年的上下九廣場

广州清初所产棉花，以轻暖出名，号“广花”；“广之线纱”，于广州十三行之财富积累也有助推。由于本埠棉布价廉物美于英国布，出口甚多。在巨大利益驱使下，棉花来料加工迅速兴起，西关农田被大量开发，修筑厂房街道，锦华、经纶、麻纱等地方便于此时期出现。广州纺织业带之形成，带动了印染、机具、浆缎、制衣、制帽、鞋袜、绒线等行业的兴盛。下西关涌郊区也被发展为高尚住宅区，业主有不少是因纺织业大旺而获益的洋行买办。西关在当时有所谓“八桥之盛”（汇源、蓬莱、三圣、志喜、永宁、牛乳、大观和德兴）。
十九世纪七十年代起清廷展开洋务运动，广州近代工业开始起步。官办企业有广州机器局制造洋枪弹药和轮船，广东钱局则是国内首家以机器铸币的企业。民办企业包括继昌隆缫丝厂、泰安大药房、华兴织造总公司等。清朝末期，广州附近已经集中了大量各种轻工业工厂。
民國開始，海外华侨“实业救国”的思潮带动了廣州輕工業快速發展，對外貿易大幅增长，使廣州成為當時中國較為發達的城市，同時吸引不少外地人到此創業。1929年至1936年，陈济棠主粤时利用南方相对稳定的政经环境与世界性经济衰退的局势，建立了较完善的工业体系，对广东经济起到极大的推动作用。抗战期间，广州被日军占领，工业遭受彻底破坏。内战期间，物价飞涨，大半工厂停工或半停工，失业者众。
中华人民共和国成立后工业国有化。五六十年代时，工业有所恢复，但文化大革命再次严重冲击广州工业生产，工业发展减慢。但其间仍在政府扶持下建立了重工业体系。1975年后，政治局面好转，政府大力扶持日用品为主的轻工业，广州工业进入快速增长时期。八十年代后期，广州市主要发展第三产业，工业产值比重下降。九十年代起乃至2000年以后，广州市政府力图改变产业构成，加大了对重工业扶植。汽车、石化和电子信息产品制造已成为广州三大支柱产业。广州工业总产值位居全省第三位。其中汽车产业方面，相继成功吸引日本三间主要汽车制造企业投资设立工厂，令广州在数年间成为中国重要的汽车（尤其是轿车）生产基地之一，江南最大的广州市陈田汽配市场位於市郊，广州同时亦是国内出产日本汽车最多的城市。

### 商業
广州素有“千年商都”之美誉，是世界上唯一一座持续繁盛超过二千余年的港口都会。六朝时期的广州对外贸易已相当兴旺，外国海商“久停广州，往来求利”。隋唐时期广州对外贸易发展到一个顶峰，作为唐朝唯一设置市舶使的城市，外国人数量一度达到全城人口的30%以上，成为当时中国对外贸易的核心。宋广州延续隋唐五代的繁盛，成为全国首个拥有市舶司的港口都市。与此同时，外商子弟亦可在广州城特定的学校读书，一时间声名远播。南宋末期与元，广州屈居中国第二大港，但仍旧是中国不可或缺的外贸中心都市之一。经过元朝的短暂沉寂后，明清两朝广州再次崛起，重新成为当时中国第一大港，亦是世界上最大的港口之一。在清朝一口通商政策下成为当时中国唯一的对外口岸，成为具有垄断地位的全国商业中心，是至关重要的国际商贸中心之一。上海开埠后，随着全国逐渐开放，广州逐渐失去对外贸易中心地位，但仍然是全国最重要的商业城市。
改革开放後的广州百货业蓬勃发展，1980年代起友谊商店专门为港澳及外宾销售电器等入口商品，西湖路灯光夜市则是平民的热门去处。而地处沿江西路江边的南方大厦就成为华南地区规模最大的综合性百货商店，更创立内地第一家24小时便利店，和华夏百货形成人民南商圈，是上下九传统西部商圈的延伸，後者在1995年成立步行街。位于北京路的新大新公司和广州百货大厦业务亦蒸蒸日上，马路後来也辟为步行街。超级市场万客隆1996年在广州开设内地第一家分店，随后香港7-Eleven、百佳超級市場、OK便利店等广州人熟悉的超市及便利店品牌陆续进入广州。因受交通压力及天河新区发展影响，90年代尾的人民南商圈开始衰落，成为电子服装批发集散地，城市商圈向东部新区转移。到21世纪，以天河城、宏城广场、正佳广场为首的天河商圈逐渐成熟，环市中路淘金商圈亦开始兴旺。
在韓戰後中华人民共和国被世界多國实行經濟封鎖及货物禁運的情况下，中央有关官員授意在廣州舉辦全國性商品展覽交流會，并在1957年4月成功举办首屆中国出口商品交易会（“广交会”），拓展與東南亞貿易並爭取有關商人的支持，成为新中国通向世界大门的窗口；此后每年均举办春、秋两届，2007年开始更增加进口展区并更名为“中国进出口商品交易会”。现时每届展会均吸引来自全球210多个国家和地区逾20万客商，是共和國规模最大、时间最长、最成功的国际展会。截至2022年第130届，广交会累计出口成交约1.5万亿美元，累计到会境外采购商约900万人。隨着琶洲展館四期即將落成，展會能力将躍居世界第一。

## 骨干企业
中国南方电网、中国南方航空、广发证券、广发银行、广州银行、广汽集团、广药集团、保利地产、富力地產、越秀地產、合生創展、长隆集团、珠江啤酒、合生元、宝洁、高露洁、安利、箭牌、美赞臣、珠江钢琴、立白集团等。